# Lubimowka (rejon korieniewski)
Lubimowka (ros. Любимовка) – wieś (ros. село, trb. sieło) w zachodniej Rosji, centrum administracyjne sielsowietu lubimowskiego w rejonie korieniewskim obwodu kurskiego.

## Geografia
Miejscowość położona jest nad rzeką Snagost, 15 km od centrum administracyjnego rejonu (Korieniewo), 92,5 km od Kurska.
W granicach miejscowości znajdują się ulice: Dołgaja, Kut, Nowaja, Słobodka, Sriedniaja, Zagriebielka, Zielonaja.

## Demografia
W 2010 r. miejscowość zamieszkiwało 560 osób.